# آر-تايب فاينل 2
آر-تايب فاينل 2 (بالإنجليزية: 2 R-Type Final)‏، هي لعبة فيديو يابانية من نوع إطلاق النيران الكثيفة، وهي من تطوير ونشر غرانزيلا، صدرت اللعبة في الأسواق سنة 2021، وتعمل لمنصات نينتندو سويتش وبلاي ستيشن 4 ومايكروسوفت ويندوز وإكس بوكس ون وإكس بوكس سيريس إكس/إس وهي الجزء السادس من سلسلة آر-تايب الرئيسية، وفي عام 2023، تم إصدار المحتوى الإضافي بإسم لعبة آر-تايب فاينل 3 على منصة بلاي ستيشن 5.